# Ґаґамбой
«Ґаґамбой» (англ. Gagamboy) — філіппінський комедійний супергеройський науково-фантастичний фільм з елементами бойовика 2004 року. Продюсер фільму — Ерік Метті, у головній ролі — Вонг Наварро. Сюжет, як у фільмах про людину-павука, розповідає про мутанта-павука, який змушує Гагамбоя використовувати свої суперсили.

## Сюжет
Джуні (Вонг Наварро) — продавець морозива, який продає його як дітям, так і дорослим. По завершенні власної зміни Джуні вступає в конфлікт з конкурентом-продавцем Додоєм (Джей Манало). Їх керівник, розлючений діями обох, переводить Джуні працювати охоронцем складу. Додой святкує, щоправда його теж понизили, тепер він працює в іншу зміну, ніж у Джуні. Джуні повертається додому в поганому настрої, допоки не зустрічає кохання свого життя — Ліану (Обрі Майлз). Після вечері Джуні готується спати, наступного дня працювати на новій роботі. Працюючи на роботі, Джуні випадково ковтає павука, який дарує йому здібність плести павутину та перетворює на Ґаґамбоя. Після завершення зміни Додой приходить до своєї роботи і залишає сендвіч незахищеним. Слимак заповзає в його бутерброд, і коли Додой поїдає його, то трансформується у величезного слимака. Він наймає двох прихильників і називає себе Іпісман (Півник). Джуні та Додой, обидва намагаються завоювати серце Ліани. Додой практично здається, лише повернувшись як Іпісман, викрадає Ліану, щоб заманити Гагамбоя в своє логово. Там він планує покінчити з Ґаґамбоєм, але обернулися проти нього й Додой сам гине.

## У ролях
- Вонг Наварро ...  Джуні/Ґаґамбой
- Джей Маноло ...  Додой/Іпісман
- Обрі Майлз ...  Ліана
- Лонг Мехія ... Капітан Барангай
- Бірвін Мейлі ... Асистен Капітана Барангая
- Рене Факунла ...  Глорінг (у ролі хлопчика Рене 'Поїдача Сяйва' Факунли)
- Мон Конфіадо та Джейсон — викрадачі

## Прем'єра
Фільм демонструвався на Гонконгському кінофестивалі 2004 року. Незважаючи на невисоку якість, фільм отримав загальну похвалу завдяки використанню гумору, особливо в пародіюванні на інші фільми про токусацу та супергероїв. Як результат, фільм добре відомий у китайській спільноті кузо.

## Касові збори
Фільм презентували 1 січня 2004 року в рамках Манільського кінофестивалю 2003 року. Незважаючи на фентезійну тему, він посів скромне 7-е місце. Протягом першого тижня прокату зібрав 18 мільйонів філіппінських песо, загалом же зібрав 27 мільйонів філіппінських песо в театральній адаптації.